# KÖStV Kreuzenstein Wien
Die Katholische Österreichische Studentenverbindung Kreuzenstein Wien (kurz: KÖStV Kreuzenstein Wien oder Kreuzenstein Wien) ist eine nichtschlagende, farbentragende Mittelschulverbindung in Wien. Sie wurde 1927 gegründet und ist Mitglied im Mittelschüler-Kartell-Verband (MKV). Wie die meisten MKV-Verbindungen fasste sie nach dem NSDAP-Verbot 1933 einen Unvereinbarkeitsbeschluss zur NSDAP. Mindestens zwei Mitglieder wurden im Nationalsozialismus verfolgt und werden dem christlichen Widerstand zugerechnet. Der ÖVP-nahe Verein der Freunde des Wohnungseigentums hat der Verbindung zu Ehren einen Wohnbau als Kreuzensteinerhof in Floridsdorf benannt.

## Couleur, Wahlspruch und Prinzipien

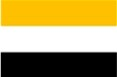
Couleur

Ihre Burschenfarben sind gold-weiß-schwarz, die Fuchsenfarben sind weiß-schwarz-weiß. Die Mützenfarbe ist schwarz. Ihr Wahlspruch lautet Gott, Ehre, Freiheit, Vaterland.
Die Kreuzenstein Wien bekennt sich zu den Prinzipien und Ziele des MKV: religio, patria, scientia, amicitia. Sie nimmt nur Männer auf.

## Geschichte

### Gründung
Die Kreuzenstein wurde am 10. Juli 1927 von Julius Kallus als Tochterverbindung der KÖStV Rhaeto-Norica Klosterneuburg im Gasthaus Madhois am Kagraner Platz in Floridsdorf gegründet. Der Burschenconvent vom 20. August 1927 bestimmte Kallus zum Gründungsphilister; als Gründungsburschen werden Lothar Ruf, Franz Mader und Otto Postler genannt. Die Verbindung wählte ihren Namen nach der nahe gelegenen Burg Kreuzenstein.

### Ständestaat und Nationalsozialismus
Wenige Tage nachdem die NDSAP Österreichs im österreichischen Ständestaat wegen ihrer terroristischen Anschläge gegen die Staatsmacht verboten worden war, fasste ein Altherrenkonvent der KÖStV Kreuzenstein Wien 1933, wie die meisten Verbindungen des Mittelschüler-Kartell-Verbandes, einen Unvereinbarkeitsbeschluss gegen die NSDAP: Eine Mitgliedschaft in der NSDAP oder einer ihrer Unterorganisationen sowie ein Sympathisieren mit dem Nationalsozialismus sollte zum Ausschluss aus der Verbindung führen. Vor allem auf Betreiben von Kallus folgte 1934 ein Beschluss der Verbindung, als Korporation geschlossen der Vaterländischen Front beizutreten. Alle Mitglieder wurden aufgefordert, diesen Beitritt auch individuell zu vollziehen und sich möglichst auch an einer „vaterländischen Wehrformation“ zu beteiligen. Kallus spielte eine wichtige Rolle im Bildungssystem des Ständestaats und veröffentlichte in den Jahren 1933 bis 1936 gemeinsam mit Hermann Käfer und Wilhelm Katzenbeißer ein mehrbändiges Lehrbuch der Geschichte für Lehrer- und Lehrerinnenbildungsanstalten, in dem er die NSDAP scharf angriff.
Nach dem Anschluss im März 1938 wurde die Kreuzenstein Wien, wie alle MKV-Verbindungen, als staatsfeindlich verboten und zwangsaufgelöst. Kallus wurde verhaftet und am 17. Juni 1938 ins KZ Dachau überstellt, von wo er am 20. September 1938 entlassen und zwangspensioniert wurde. Er musste sich regelmäßig bei der Gestapo melden. Dennoch soll er Mitglied der sogenannten Geheimgruppe Lerch um Gottfried Lerch gewesen sein. Der Verbindungsseelsorger der KÖStV Kreuzenstein Wien, Karl Krajatsch, der 1932 in der Verbindung rezipiert worden war, musste 1939 eine einjährige Kerkerstrafe wegen Vergehens gegen das Heimtückegesetz verbüßen, nachdem er in einer Heurigenschenke eine despektierliche Äußerung über die Nationalsozialisten getätigt hatte. Dieser Akt der Verfolgung wurde unter anderem in den Akten des Nürnberger Prozesses gegen die Hauptkriegsverbrecher erwähnt, da er in einem Bericht der Gestapo zum Stift Klosterneuburg aufscheint. 1943 wurde er eneut für gut drei Wochen eingesperrt.

### In der Zweiten Republik (nach 1945)

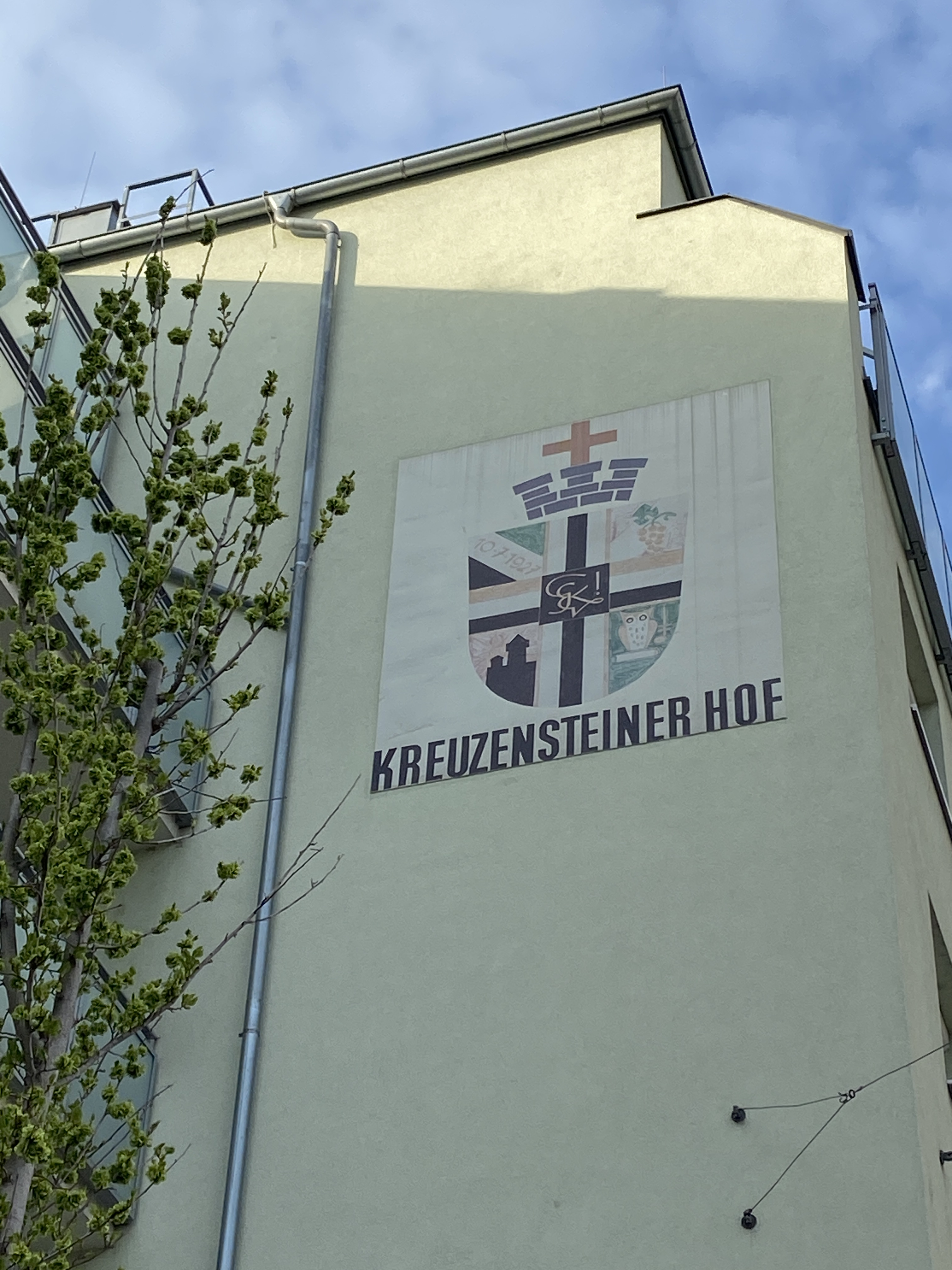
Wappen der Kreuzenstein am Kreuzensteinerhof

1946 verkündete die Stadt Wien in ihrem Amtsblatt die Wiederzulassung der Verbindung unter der Voraussetzung, dass Name und Satzung den politischen Grundsätzen der Republik Österreich angepasst wurden. Die Klausel zum Namen bezog sich darauf, dass die Verbindung zur Zeit der Auflösung den Namen Katholisch-deutsche Studentenverbindung Kreuzenstein geführt hatte. Viele Gymnasiasten traten der Verbindung bei, die Kreuzenstein Wien wurde eine der größten Korporationen im Mittelschüler-Kartell-Verband und übernahm Aufgaben im Mittelschüler-Kartell-Verband (MKV) und im Europäischen Kartellverband (EKV).
Die Verbindung nahm ab 1955 auch weitere Mitglieder als Ehren- oder Bandphilister auf, die im Nationalsozialismus verfolgt worden waren. Das galt etwa für Eduard Chaloupka (1955), Albert Markovics (1957), Fritz Bock (1959), Heinrich Pawlik (1965) und Hans Dorrek (1967).
Im Juni 1959 weihte man eine neue Fahne. An der Fahnenweihe nahmen auch der Gründungsphilister Julius Kallus und Fritz Bock teil. Anny Bock, die Frau von Fritz Bock, war Fahnenpatin. Die Fahnenweihe fand in der Donaufelder Pfarrkirche am Kinzerplatz statt.
Die Studentenverbindung betreut die Sühnekapelle (auch als „Armensünderkapelle“ bezeichnet) in Leobendorf. Lange Zeit betrieb man auch eine Tanzschule und veranstaltete gesellige Tanzveranstaltungen sowie einen regelmäßigen Ball, die sog. „Kreuzenstein-Redoute“.
Zu Ehren der Verbindung wurde der Kreuzensteinerhof, Floridsdorfer Hauptstraße 14, nach ihr benannt. Das wurde 1969 im Beisein des damaligen Bundeskanzlers Josef Klaus gefeiert. An der Veranstaltung nahm auch die Witwe von Julius Raab, Hermine Raab, teil. An der Fassade ließ die Verbindung ein Relief des christlich-sozialen Bundeskanzlers Julius Raab anbringen, der dort als „väterlicher Freund und Förderer“ der Verbindung bezeichnet wird. Das Relief wurde von Hermann Bauch gefertigt. Ebenso findet sich das Wappen der Verbindung sowie in der Hofeinfahrt eine Steintafel, in die die Grundsätze der Verbindung eingraviert sind.
Der Kallusweg in Stammersdorf im 21. Wiener Gemeindebezirk wurde auf Initiative der Kreuzenstein Wien 2003 nach ihrem Gründer benannt.
2002 feierte die Kreuzenstein Wien ihr 75. Stiftungsfest mit einer Sonderausstellung zur Geschichte der Kreuzenstein im Floridsdorfer Bezirksmuseum.

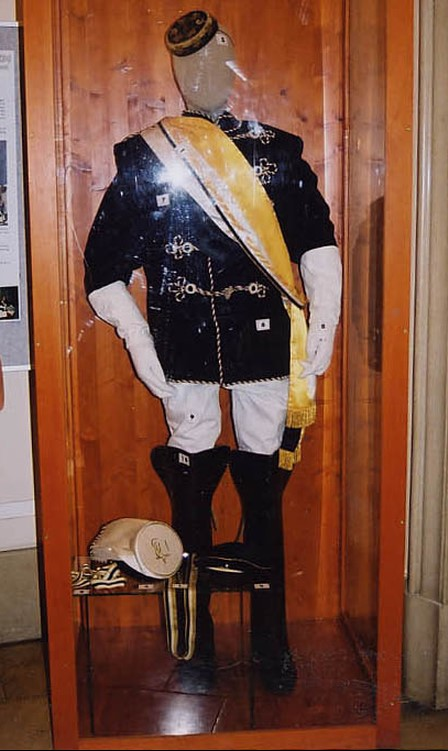
Ausstellung im Floridsdorfer Bezirksmuseum

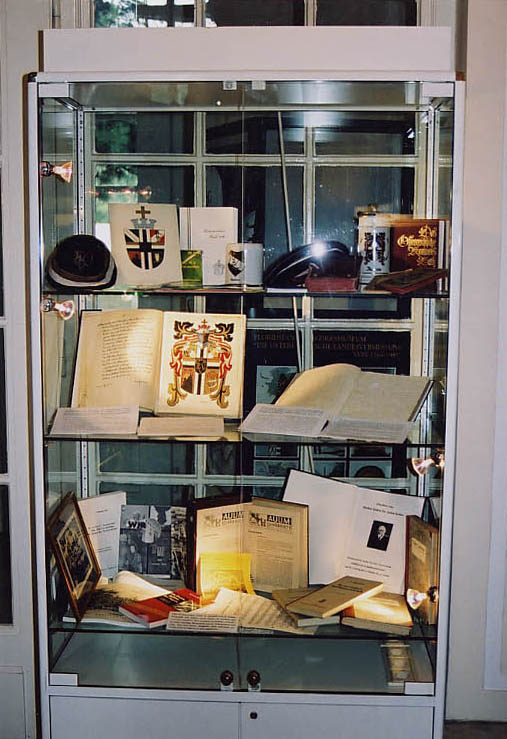
Ausstellung im Floridsdorfer Bezirksmuseum

Zudem war die Kreuzenstein besonders aktiv im eigenen Dachverband und organisierte 1962/63 den Pennälertag des Mittelschüler-Kartell-Verbands in Wien und richtete 1983 das 30-jährige Jubiläum des Mittelschüler-Kartell-Verbands aus. Mit Unterstützung der Kreuzenstein Wien wurde im November 1985 die KÖMStV Concordia Wien als katholische farbentragende Studentinnenverbindung in Floridsdorf gegründet.
1977 feierte man das 50. Stiftungsfest, u. a. mit einem Vortrag von Otto Habsburg.

## Bude
Das Vereinslokal, die Bude, befindet sich in Floridsdorf.

## Bekannte Mitglieder
- Bernhard Backovsky (* 1943), Propst von Stift Klosterneuburg
- Julius Kallus[12] (1886–1959), Beamter im Unterrichtsministerium, Journalist, Träger des ÖCV-Ehrenringes, Gründungsphilister
- Lukas Mandl[13] (* 1979), Mitglied des EU-Parlaments